# Zieria adenophora
Zieria adenophora är en vinruteväxtart som beskrevs av William Faris Blakely. Zieria adenophora ingår i släktet Zieria och familjen vinruteväxter. Inga underarter finns listade i Catalogue of Life.